# ルビットタウン中津川
ルビットタウン中津川（ルビットタウンなかつがわ）は、岐阜県中津川市淀川町に所在し、バローマックス株式会社が運営・管理する複合商業施設（ショッピングセンター）である。

## 概要
バロールビットタウン店を核店舗とするショッピングセンターである。
前身のアピタ中津川店が地権者との契約期間満了のため2017年（平成29年）8月に閉店、その跡に居抜き出店として2017年（平成29年）11月に開業した。
ルビットタウンのブランドとしては初の出店となり、小売業を手がける株式会社バローホールディングスと不動産業を手がける株式会社ザイマックスの合弁会社、株式会社バローマックスが設立され、ルビットタウンの開発を手がけた。

## 沿革
- 1997年（平成9年）10月10日 - ユニー運営の「ユニー中津川店」の移転後継店舗として「アピタ中津川店」開店[3]。
- 2007年（平成19年）10月10日 - 開店10周年を迎える。
- 2017年（平成29年）
  - 7月18日 - 当店舗の運営・管理にあたる株式会社バローマックス設立[4]。
  - 8月20日 - 地権者との契約期間満了に伴い、開店20周年を迎える直前に「アピタ中津川店」閉店[5]。
  - 11月10日 - 施設の改装を施し、バローマックス運営のSC「ルビットタウン中津川」として開店[6]。

## フロアとテナント

### フロア概要
核店舗のスーパーマーケットバロー ルビットタウン店と53の専門店で構成される。
| 階  | フロア概要                       |
| --- | -------------------------------- |
| R階 | 屋上駐車場                       |
| 4階 | 立体駐車場                       |
| 3階 | スポーツクラブ・立体駐車場       |
| 2階 | 専門店街・フードスクエア         |
| 1階 | 清水屋・バロー直営売場・専門店街 |

### 主なテナント
1階
- シューラルー（レディス）
- 清水屋（衣料・雑貨）
- 三洋堂書店（書籍・DVD）
- マクドナルド（ファストフード）
- ミスタードーナツ（ドーナツ）
- 保険クリニック（保険）

2階
- JACK（カジュアル）
- GAL FIT（レディス・雑貨）
- ダイソー（100円ショップ）
- エディオン（家電量販店）
- はなまるうどん（麺類）
- カーブス（フィットネス）
- バローランド（アミューズメント）

3階
- アクトスWill_G（トレーニングジム）

別棟
- スターバックスコーヒー（カフェ）
- チャンスセンター（宝くじ）

※テナント情報は2024年11月時点
出店テナント全店の一覧詳細情報は公式サイト「専門店」「フロアガイド」を、営業時間や施設サービス詳細は公式サイトを参照。

## アクセス
岐阜県道71号線 中津川停車場線（レジストロ通り）沿いに位置している。

### 鉄道
- JR中央本線 - 中津川駅から徒歩で約9分

### 自動車
- 中央自動車道 - 中津川ICより約8分

### 駐車場
当施設の駐車場は、1,350台利用可能である。
| 施設駐車場      | 駐車可能時間 | 備考         |
| --------------- | ------------ | ------------ |
| 平面駐車場      | 非公開       |              |
| 立体駐車場3・4F | 非公開       | 高さ制限2.1m |
| 屋上駐車場      | 非公開       | 高さ制限2.1m |

## 周辺
- 中津川市立東小学校
- JR中央本線 - 中津川駅
- 中津川市役所